# Ask.fm
O Ask.fm (estilizado como ask.fm) foi uma rede social que permitiu que os usuários fizessem ou recebessem perguntas, anônimas ou não, de outros usuários ou de pessoas não cadastradas. As perguntas eram enviadas para a caixa de entrada, de onde o usuário podia escolher entre respondê-las ou excluí-las. Todas as respostas eram publicadas no perfil do usuário, onde qualquer um podia vê-las. Embora o site tenha como país de origem a Letônia, é registrado nos Estados Federados da Micronésia. A rede social também foi considerada a mais popular dos sites registrados nesse pequeno arquipélago independente da Oceania. O Ask.fm encerrou suas atividades no dia 1 de dezembro de 2024.
O Ask.fm permitiu conexões com outras redes, como Facebook, Twitter, VK e Tumblr, o que permitiu que a rede social fosse divulgada amplamente.[carece de fontes?]

## História
O site foi fundado em 2008 nos Estados Federados da Micronésia para competir com o Formspring, uma rede social onde também fazem perguntas anônimas ou não. Desde então, ultrapassou a Europa e está disponível em vários países.

## Controvérsias

### Cyberbullying
Entre 2012 e 2013, o local tornou-se associado com inúmeros casos de cyberbullying, alguns dos quais levaram a suicídios, especialmente em adolescentes. Vários anunciantes, mais notavelmente The Sun jornal, BT e Specsavers respondeu, cortando laços com a local.

### Pedofilia
O adulto Stanimir Todov usou sua conta na rede social Ask.fm para a pedofilia, ele forçava crianças que tinham acesso à rede social e simulava o sexo pela webcam com o acesso de "responder gravando um vídeo". De acordo com as informações, as crianças búlgaras Marina Angelova e Pazardzhik foram umas das vítimas do internauta que confessou o crime.

### Suicídio
Em 2012, duas adolescentes irlandesas cometeram suicídio, após terem sido intimidadas por um anônimo.

## No Brasil
No Brasil ocupou a terceira posição com 1,86% do total de visitas a redes sociais, deixando para trás redes como o Google+ e Twitter.